# Palpita pudicalis
Palpita pudicalis is een vlinder uit de familie van de grasmotten (Crambidae), uit de onderfamilie van de Spilomelinae. De wetenschappelijke naam van deze soort is voor het eerst voorgesteld als Glyphodes pudicalis door George Hamilton Kenrick in een publicatie uit 1907.
De spanwijdte bedraagt 30 millimeter.
De soort komt voor in Papoea-Nieuw-Guinea.